# Campionati mondiali di lotta 2022
I campionati mondiali di lotta 2022 si sono svolti presso la Štark Arena di Belgrado, in Serbia, dal 10 al 18 settembre 2022. Sono stati la 17ª edizione a comprendere contestulmente i tornei di lotta greco-romana e lotta libera femminile e maschile.
Originariamente la manifestazione avrebbe dovuto svolgersi in Krasnojarsk, in Russia, ma è stata spostata in Serbia a seguito dei provvedimenti assunti dalla Agenzia mondiale antidoping (WADA) e dalla sentenza emessa dalla Corte arbitrale per lo sport (CAS), che nel febbraio 2021 ha sanzionato la Russia con il divieto di organizzare grandi eventi per un periodo di due anni, a causa delle doping di stato ed in particolare della manipolazione dei testa antidoping effettuati del laboratorio di Mosca.

## Programma
Tutti gli orari sono (UTC+02:00)
| Data         | Orario      | Evento                                                                                    |
| ------------ | ----------- | ----------------------------------------------------------------------------------------- |
| 10 settembre | 10.30-14.30 | Turni di qualificazione: GR - 55-72-77-87 kg                                              |
| 10 settembre | 18:00-19.30 | Semifinali: GR - 55-72-77-87 kg                                                           |
| 11 settembre | 10.30-14.30 | Turni di qualificazione: GR - 63-67-82-97 kg; Ripescaggio: GR - 55-72-77-87 kg            |
| 11 settembre | 16.45-17.45 | Semifinali: GR - 63-67-82-97 kg                                                           |
| 11 settembre | 18.00-21.00 | Finali: GR - 55-72-77-87 kg                                                               |
| 12 settembre | 10.30-14.30 | Turni di qualificazione: GR - 60-130 kg / LF – 55-62 kg; Ripescaggio: GR - 63-67-82-97 kg |
| 12 settembre | 16.45-17.45 | Semifinali: GR - 60-130 kg / LF – 55-62 kg                                                |
| 12 settembre | 18.00-21.00 | Finali: GR - 63-67-82-97 kg                                                               |
| 13 settembre | 10.30-14.30 | Turni di qualificazione: LF – 50-53-65-76 kg; Ripescaggio: GR - 60-130 kg / LF – 55-62 kg |
| 13 settembre | 16.45-17.45 | Semifinali: LF – 50-53-65-76 kg                                                           |
| 13 settembre | 18.00-21.00 | Finali: GR - 60-130 kg / LF – 55-62 kg                                                    |
| 14 settembre | 10.30-14.00 | Turni di qualificazione: LF – 57-59-68-72 kg; Ripescaggio: LF – 50-53-65-76 kg            |
| 14 settembre | 16.45-17.45 | Semifinali: LF – 57-59-68-72 kg                                                           |
| 14 settembre | 18.00-21.00 | Finali: LF – 50-53-65-76 kg                                                               |
| 15 settembre | 10.30-14.00 | Turni di qualificazione: LL – 70-79-86-125 kg; Ripescaggio: LF – 57-59-68-72 kg           |
| 15 settembre | 16.45-17.45 | Semifinali: LL – 70-79-86-125 kg                                                          |
| 15 settembre | 18.00-21.00 | Finali: LF – 57-59-68-72 kg                                                               |
| 16 settembre | 10.30-14.00 | Turni di qualificazione: LL – 57-74-92 kg; Ripescaggio: LL – 70-79-86-125 kg              |
| 16 settembre | 16.45-17.45 | Semifinali: LL – 57-74-92 kg                                                              |
| 16 settembre | 18.00-21.00 | Finali: LL – 70-79-86-125 kg                                                              |
| 17 settembre | 10.30-14.00 | Turni di qualificazione: LL – 61-65-97 kg; Ripescaggio: LL – 57-74-92 kg                  |
| 17 settembre | 16.45-17.45 | Semifinali: LL – 61-65-97 kg                                                              |
| 17 settembre | 18.00-21.00 | Finali: LL – 57-74-92 kg                                                                  |
| 18 settembre | 16.30-17.30 | Ripescaggio: FS – 61-65-97 kg                                                             |
| 18 settembre | 18:00-20.30 | Finali: LL – 61-65-97 kg                                                                  |

## Classifica squadre
| Class | Lotta libera maschile | Lotta libera maschile | Lotta greco-romana | Lotta greco-romana | Lotta libera femminile | Lotta libera femminile |
| Class | Squadra               | Punti                 | Squadra            | Punti              | Squadra                | Punti                  |
| ----- | --------------------- | --------------------- | ------------------ | ------------------ | ---------------------- | ---------------------- |
| 1     | Stati Uniti           | 198                   | Turchia            | 125                | Giappone               | 190                    |
| 2     | Iran                  | 150                   | Azerbaigian        | 118                | Stati Uniti            | 157                    |
| 3     | Giappone              | 70                    | Serbia             | 110                | Cina                   | 84                     |
| 4     | Mongolia              | 68                    | Iran               | 81                 | Mongolia               | 72                     |
| 5     | Georgia               | 68                    | Kirghizistan       | 77                 | Ucraina                | 68                     |
| 6     | Slovacchia            | 55                    | Georgia            | 76                 | Canada                 | 58                     |
| 7     | Turchia               | 47                    | Ungheria           | 70                 | Moldavia               | 50                     |
| 8     | Bulgaria              | 42                    | Uzbekistan         | 61                 | Polonia                | 49                     |
| 9     | Azerbaigian           | 40                    | Armenia            | 58                 | India                  | 41                     |
| 10    | India                 | 37                    | Kazakistan         | 51                 | Turchia                | 39                     |

## Podi

### Uomini

#### Lotta greco-romana
| Evento            | Oro                                 | Argento                           | Bronzo                        |
| 55 kg (dettagli)  | Eldəniz Əzizli Azerbaigian          | Nugzari Tsurtsumia Georgia        | Yu Shiotani Giappone          |
| 55 kg (dettagli)  | Eldəniz Əzizli Azerbaigian          | Nugzari Tsurtsumia Georgia        | Jasurbek Ortikboev Uzbekistan |
| 60 kg (dettagli)  | Zholaman Sharshenbekov Kirghizistan | Edmond Nazaryan Bulgaria          | Aidos Sultangali Kazakistan   |
| 60 kg (dettagli)  | Zholaman Sharshenbekov Kirghizistan | Edmond Nazaryan Bulgaria          | Kenichiro Fumita Giappone     |
| 63 kg (dettagli)  | Sebastian Nađ Serbia                | Leri Abuladze Georgia             | Tuo Erbatu Cina               |
| 63 kg (dettagli)  | Sebastian Nađ Serbia                | Leri Abuladze Georgia             | Taleh Mammadov Azerbaigian    |
| 67 kg (dettagli)  | Mate Nemeš Serbia                   | Mohammad Reza Geraei Iran         | Amantur Ismailov Kirghizistan |
| 67 kg (dettagli)  | Mate Nemeš Serbia                   | Mohammad Reza Geraei Iran         | Hasrat Jafarov Azerbaigian    |
| 72 kg (dettagli)  | Ali Arsalan Serbia                  | Ulvu Ganizade Azerbaigian         | Andrii Kulyk Ucraina          |
| 72 kg (dettagli)  | Ali Arsalan Serbia                  | Ulvu Ganizade Azerbaigian         | Selçuk Can Turchia            |
| 77 kg (dettagli)  | Akzhol Makhmudov Kirghizistan       | Zoltán Lévai Ungheria             | Malkhas Amoyan Armenia        |
| 77 kg (dettagli)  | Akzhol Makhmudov Kirghizistan       | Zoltán Lévai Ungheria             | Yunus Emre Başar Turchia      |
| 82 kg (dettagli)  | Burhan Akbudak Turchia              | Jalgasbay Berdimuratov Uzbekistan | Tamás Lévai Ungheria          |
| 82 kg (dettagli)  | Burhan Akbudak Turchia              | Jalgasbay Berdimuratov Uzbekistan | Yaroslav Filchakov Ucraina    |
| 87 kg (dettagli)  | Zurab Datunashvili Serbia           | Turpal Bisultanov Danimarca       | Dávid Losonczi Ungheria       |
| 87 kg (dettagli)  | Zurab Datunashvili Serbia           | Turpal Bisultanov Danimarca       | Ali Cengiz Turchia            |
| 97 kg (dettagli)  | Artur Aleksanyan Armenia            | Kiril Milov Bulgaria              | Mohammad Hadi Saravi Iran     |
| 97 kg (dettagli)  | Artur Aleksanyan Armenia            | Kiril Milov Bulgaria              | Arif Niftullayev Azerbaigian  |
| 130 kg (dettagli) | Rıza Kayaalp Turchia                | Amin Mirzazadeh Iran              | Mantas Knystautas Lituania    |
| 130 kg (dettagli) | Rıza Kayaalp Turchia                | Amin Mirzazadeh Iran              | Alin Alexuc-Ciurariu Romania  |

#### Lotta libera
| Evento            | Oro                          | Argento                           | Bronzo                            |
| 57 kg (dettagli)  | Zelimkhan Abakarov Albania   | Thomas Gilman Stati Uniti         | Zandanbudyn Zanabazar Mongolia    |
| 57 kg (dettagli)  | Zelimkhan Abakarov Albania   | Thomas Gilman Stati Uniti         | Stevan Mićić Serbia               |
| 61 kg (dettagli)  | Rei Higuchi Giappone         | Reza Atri Iran                    | Arsen Harutyunyan Armenia         |
| 61 kg (dettagli)  | Rei Higuchi Giappone         | Reza Atri Iran                    | Narmandakhyn Narankhüü Mongolia   |
| 65 kg (dettagli)  | Rahman Amouzad Iran          | Yianni Diakomihalis Stati Uniti   | Iszmail Muszukajev Ungheria       |
| 65 kg (dettagli)  | Rahman Amouzad Iran          | Yianni Diakomihalis Stati Uniti   | Bajrang Punia India               |
| 70 kg (dettagli)  | Taishi Narikuni Giappone     | Zain Retherford Stati Uniti       | Ernazar Akmataliev Kirghizistan   |
| 70 kg (dettagli)  | Taishi Narikuni Giappone     | Zain Retherford Stati Uniti       | Zurabi Iakobishvili Georgia       |
| 74 kg (dettagli)  | Kyle Dake Stati Uniti        | Tajmuraz Salkazanov Slovacchia    | Younes Emami Iran                 |
| 74 kg (dettagli)  | Kyle Dake Stati Uniti        | Tajmuraz Salkazanov Slovacchia    | Frank Chamizo Italia              |
| 79 kg (dettagli)  | Jordan Burroughs Stati Uniti | Mohammad Nokhodi Iran             | Arsalan Budazhapov Kirghizistan   |
| 79 kg (dettagli)  | Jordan Burroughs Stati Uniti | Mohammad Nokhodi Iran             | Vasyl Mykhailov Ucraina           |
| 86 kg (dettagli)  | David Taylor Stati Uniti     | Hassan Yazdani Iran               | Boris Makojev Slovacchia          |
| 86 kg (dettagli)  | David Taylor Stati Uniti     | Hassan Yazdani Iran               | Azamat Dauletbekov Kazakistan     |
| 92 kg (dettagli)  | Kamran Ghasempour Iran       | J'den Cox Stati Uniti             | Mirian Maisuradze Georgia         |
| 92 kg (dettagli)  | Kamran Ghasempour Iran       | J'den Cox Stati Uniti             | Osman Nurmagomedov Azerbaigian    |
| 97 kg (dettagli)  | Kyle Snyder Stati Uniti      | Batyrbek Tsakulov Slovacchia      | Magomedkhan Magomedov Azerbaigian |
| 97 kg (dettagli)  | Kyle Snyder Stati Uniti      | Batyrbek Tsakulov Slovacchia      | Givi Mach'arashvili Georgia       |
| 125 kg (dettagli) | Taha Akgül Turchia           | Mönkhtöriin Lkhagvagerel Mongolia | Geno Petriashvili Georgia         |
| 125 kg (dettagli) | Taha Akgül Turchia           | Mönkhtöriin Lkhagvagerel Mongolia | Amir Hossein Zare Iran            |

### Donne

#### Lotta libera
| Evento           | Oro                             | Argento                          | Bronzo                        |
| 50 kg (dettagli) | Yui Susaki Giappone             | Dolgorjavyn Otgonjargal Mongolia | Sarah Hildebrandt Stati Uniti |
| 50 kg (dettagli) | Yui Susaki Giappone             | Dolgorjavyn Otgonjargal Mongolia | Anna Łukasiak Polonia         |
| 53 kg (dettagli) | Dominique Parrish Stati Uniti   | Batkhuyagiin Khulan Mongolia     | Vinesh Phogat India           |
| 53 kg (dettagli) | Dominique Parrish Stati Uniti   | Batkhuyagiin Khulan Mongolia     | Maria Prevolaraki Grecia      |
| 55 kg (dettagli) | Mayu Mukaida Giappone           | Oleksandra Khomenets Ucraina     | Xie Mengyu Cina               |
| 55 kg (dettagli) | Mayu Mukaida Giappone           | Oleksandra Khomenets Ucraina     | Karla Godinez Canada          |
| 57 kg (dettagli) | Tsugumi Sakurai Giappone        | Helen Maroulis Stati Uniti       | Anhelina Lysak Polonia        |
| 57 kg (dettagli) | Tsugumi Sakurai Giappone        | Helen Maroulis Stati Uniti       | Alina Hrushyna Ucraina        |
| 59 kg (dettagli) | Anastasia Nichita Moldavia      | Grace Bullen Norvegia            | Jowita Wrzesień Polonia       |
| 59 kg (dettagli) | Anastasia Nichita Moldavia      | Grace Bullen Norvegia            | Sakura Motoki Giappone        |
| 62 kg (dettagli) | Nonoka Ozaki Giappone           | Kayla Miracle Stati Uniti        | Ilona Prokopevniuk Ucraina    |
| 62 kg (dettagli) | Nonoka Ozaki Giappone           | Kayla Miracle Stati Uniti        | Luo Xiaojuan Cina             |
| 65 kg (dettagli) | Miwa Morikawa Giappone          | Long Jia Cina                    | Mallory Velte Stati Uniti     |
| 65 kg (dettagli) | Miwa Morikawa Giappone          | Long Jia Cina                    | Koumba Larroque Francia       |
| 68 kg (dettagli) | Tamyra Mensah-Stock Stati Uniti | Ami Ishii Giappone               | Linda Morais Canada           |
| 68 kg (dettagli) | Tamyra Mensah-Stock Stati Uniti | Ami Ishii Giappone               | Irina Rîngaci Moldavia        |
| 72 kg (dettagli) | Amit Elor Stati Uniti           | Zhamila Bakbergenova Kazakistan  | Alexandra Anghel Romania      |
| 72 kg (dettagli) | Amit Elor Stati Uniti           | Zhamila Bakbergenova Kazakistan  | Masako Furuichi Giappone      |
| 76 kg (dettagli) | Yasemin Adar Turchia            | Samar Amer Egitto                | Yuka Kagami Giappone          |
| 76 kg (dettagli) | Yasemin Adar Turchia            | Samar Amer Egitto                | Epp Mäe Estonia               |

## Medagliere
| Pos.   | Paese        | Oro | Argento | Bronzo | Totale |
| ------ | ------------ | --- | ------- | ------ | ------ |
| 1      | Stati Uniti  | 7   | 6       | 2      | 15     |
| 2      | Giappone     | 7   | 1       | 5      | 13     |
| 3      | Turchia      | 4   | 0       | 3      | 7      |
| 4      | Serbia       | 4   | 0       | 1      | 5      |
| 5      | Iran         | 2   | 5       | 3      | 10     |
| 6      | Kirghizistan | 2   | 0       | 3      | 5      |
| 7      | Azerbaigian  | 1   | 1       | 5      | 7      |
| 8      | Armenia      | 1   | 0       | 2      | 3      |
| 9      | Moldavia     | 1   | 0       | 1      | 2      |
| 10     | Albania      | 1   | 0       | 0      | 1      |
| 11     | Mongolia     | 0   | 3       | 2      | 5      |
| 12     | Georgia      | 0   | 2       | 4      | 6      |
| 13     | Slovacchia   | 0   | 2       | 1      | 3      |
| 14     | Bulgaria     | 0   | 2       | 0      | 2      |
| 15     | Ucraina      | 0   | 1       | 5      | 6      |
| 16     | Cina         | 0   | 1       | 3      | 4      |
| 16     | Ungheria     | 0   | 1       | 3      | 4      |
| 18     | Kazakistan   | 0   | 1       | 2      | 3      |
| 19     | Uzbekistan   | 0   | 1       | 1      | 2      |
| 20     | Danimarca    | 0   | 1       | 0      | 1      |
| 20     | Egitto       | 0   | 1       | 0      | 1      |
| 20     | Norvegia     | 0   | 1       | 0      | 1      |
| 23     | Polonia      | 0   | 0       | 3      | 3      |
| 24     | Canada       | 0   | 0       | 2      | 2      |
| 24     | India        | 0   | 0       | 2      | 2      |
| 24     | Romania      | 0   | 0       | 2      | 2      |
| 27     | Estonia      | 0   | 0       | 1      | 1      |
| 27     | Francia      | 0   | 0       | 1      | 1      |
| 27     | Grecia       | 0   | 0       | 1      | 1      |
| 27     | Lituania     | 0   | 0       | 1      | 1      |
| 27     | Italia       | 0   | 0       | 1      | 1      |
| Totale | Totale       | 30  | 30      | 60     | 120    |